# Sokolov, Češka
Sokolov (Češka izgovorjava: [ˈsokolof], do leta 1948 Falknov nad Ohří; nemško Falkenau an der Eger) je mesto v Karlovarskem okraju na zahodu Češke. Ima okoli 23.000 prebivalcev. Stoji ob reki Ohře, severovzhodno od Cheba.

## Zgodovina
Prva omemba Sokolova je iz 13. aprila 1279 pod imenom Falknov. Mesto je bilo last plemiške družine Nothaft, kasneje pa tudi Schlick. Družina Schlick je dala zgraditi majhen grad. Med tridesetletno vojno sta bila mesto in grad večkrat požgana. Mesto in grad je v 1760-ih obnovil Jan Hartvík Nostic. V 18. stoletju je prišlo do velikega porasta mestne obrti in hmeljarstva. Do leta 1918 je bilo mesto del avstrijske monarhije Leta 1919 je bilo razglašeno za Nemško-Avstrijsko republiko, vendar je bilo kmalu zatem pa je postalo del Prve Češkoslovaške republike. Med drugo svetovno vojno je bil Falkenau podtabor koncentracijskega taborišča Flossenbürg, ki ga je 6. maja 1945 osvobodila 1. pehotna divizija. Skoraj vse mestno prebivalstvo, večinoma Nemci, je bilo po letu 1945 izgnano. Leta 1948 so kraj preimenovali v Sokolov v čast bitki pri Sokolovu, v kateri so se češkoslovaški vojaki borili skupaj s sovjetskimi na vzhodni fronti v drugi svetovni vojni.

## Deli mesta
Mesto poleg Sokolovega sestavljajo tudi tri mestne četrti:
- Sokolov
- Hrušková
- Novina
- Vítkov

Prej so bili del Sokolova še Svatava, Dolní Rychnov in Těšovice . 

## Prebivalstvo
| Leto         | 1869  | 1880  | 1890  | 1900  | 1910   | 1921   | 1930   | 1950  | 1961   | 1970   | 1980   | 1991   | 2001   | 2011   |
| ------------ | ----- | ----- | ----- | ----- | ------ | ------ | ------ | ----- | ------ | ------ | ------ | ------ | ------ | ------ |
| Prebivalstvo | 4 370 | 5 250 | 6 530 | 8 679 | 10 126 | 11 429 | 12 647 | 9 777 | 18 041 | 18 256 | 24 763 | 25 210 | 25 081 | 23 347 |
| Število hiš  | 539   | 640   | 663   | 786   | 908    | 1 002  | 1 347  | 1 457 | 1 862  | 1 451  | 1 434  | 1 444  | 1 502  | 1 672  |

## Pomembni prebivalci
- Ernst Hammer (1884–1957), nemški častnik
- Václav Blažek (*1959), zgodovinski jezikoslovec
- Štefan Füle (*1962), diplomat
- Markéta Vondroušová (*1999), teniška igralka

## Pobratena mesta
- Saalfeld, Nemčija
- Schwandorf, Nemčija